# NKG7
NKG7‏ (Natural killer cell granule protein 7) هوَ بروتين يُشَفر بواسطة جين NKG7 في الإنسان.